# I marziani invadono la Terra
I marziani invadono la Terra è un film del 1989 diretto da Stanley Sheff ed interpretato da Tony Curtis. Il film è una parodia dei film di fantascienza di serie B degli anni '50. Ha avuto la sua anteprima mondiale al Sundance Film Festival nel 1989.

## Trama
Il giovane regista Stevie Horowitz attende con impazienza un incontro con il grande produttore cinematografico di Hollywood J.P. Shelldrake. Shelldrake è alla disperata ricerca di un modo per evitare problemi con l'IRS a causa di milioni di dollari di tasse arretrate non pagate. Il suo brillante contabile escogita un piano per consentire al produttore di ammortizzare le spese della sua prossima uscita cinematografica, ma solo se il film è un flop al botteghino. Armato del suo piano infallibile, Shelldrake accetta di incontrare Stevie e vedere il suo film "Lobster Man from Mars".
Nella sala di proiezione privata di Shelldrake inizia il film nel film: poiché Marte soffre di una grave perdita d'aria, il suo sovrano invia sul pianeta Terra il temuto Lobster Man e il suo assistente Mombo, un gorilla che indossa un casco spaziale, col compito di rubarne l'aria.
Su una strada solitaria, John e Mary scoprono il nascondiglio del disco volante in una grotta buia e misteriosa e tentano di avvertire le autorità non venendo però creduti. I due contattano quindi con successo il Professor Plocostomos, il quale studia un piano per attirare il Lobster Man nella casa stregata del signor Throckmorton per poi eliminarlo spingendolo nelle sorgenti termali bollenti che circondano la dimora. 
Il piano viene però interrotto dal colonnello Ankrum e dalle sue truppe; la casa viene bombardata e distrutta e il Lobster Man fugge nella sua grotta portando con sé Mary. La ragazza riesce a scappare, ma Lobster Man la insegue. 
Segue un inseguimento selvaggio, ma il professor Plocostomos riesce ad uccidere Mombo inaffiandolo del liquido di raffreddamento del motore del suo veicolo. L'inseguimento si conclude nel Parco Nazionale di Yellowstone, dove il temuto Lobster Man viene indotto con l'inganno a entrare nell'Old Faithful Geyser venendo così eliminato.
La proiezione è finita. Shelldrake non riesce a credere a quanto sia stato fortunato ad aver assistito alla proiezione di un film così brutto da essere perfetto per il suo piano truffaldino. Tuttavia le cose non vanno come da lui sperate: una volta distribuito il film si rivela un enorme successo, Shelldrake finisce in carcere a causa delle tasse non pagate e Stevie Horowitz prende il suo posto come nuovo ragazzo prodigio dello studio.

## Produzione
Il film venne girato con un budget di 750.000 dollari.